# L'Indépendant (Pyrénées-Orientales)
Pour les articles homonymes, voir L'Indépendant.
L'Indépendant  est un journal quotidien régional français, dont le siège se trouve à Perpignan. Il est diffusé principalement dans les départements de l'Aude et des Pyrénées-Orientales.

## Histoire

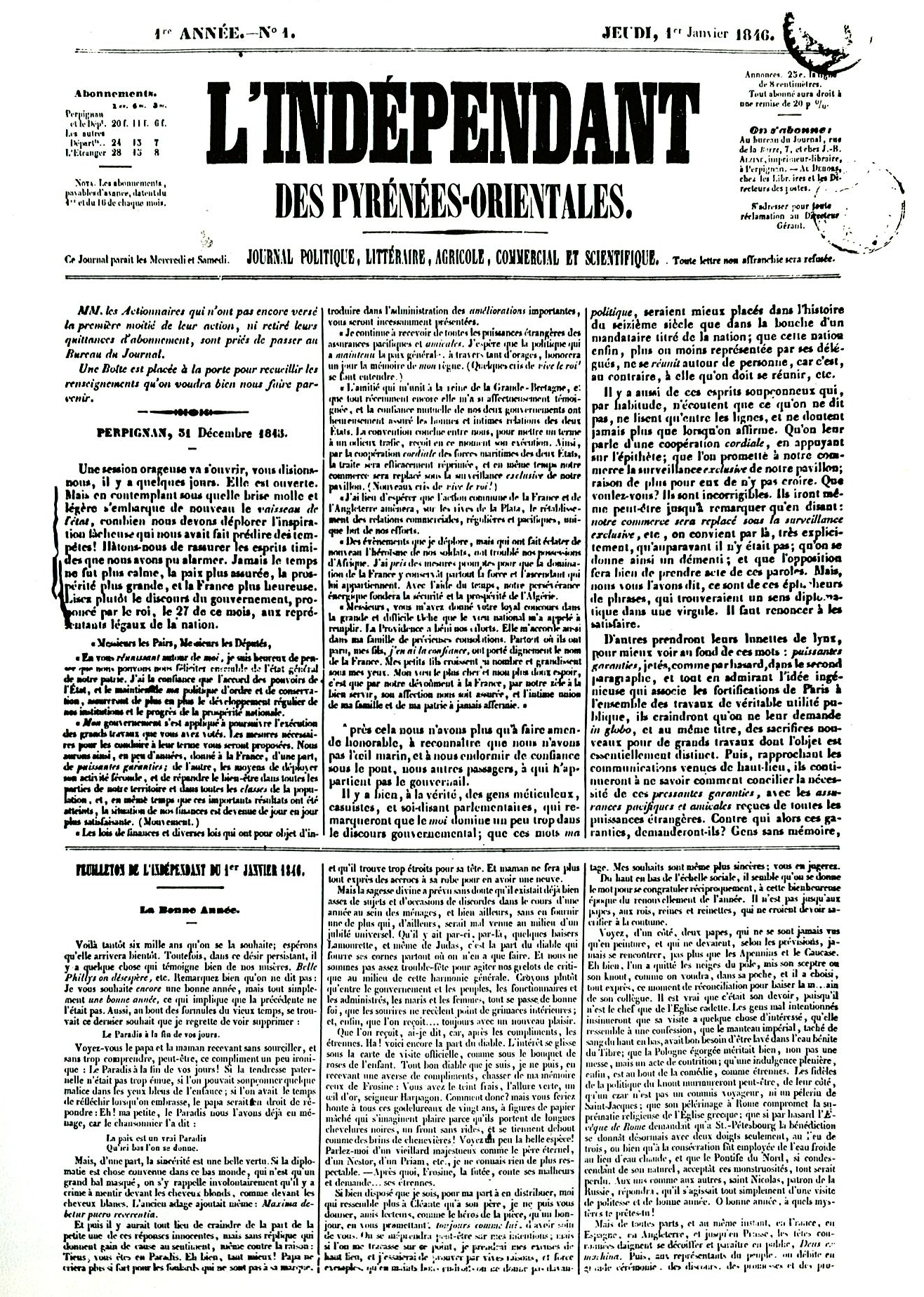
Premier numéro de L'Indépendant, daté du 1 janvier 1846.

Depuis 1815, il n'existe dans les Pyrénées-Orientales qu'un seul journal, le Mémorial administratif des Pyrénées-Orientales, devenu par la suite Journal des Pyrénées-Orientales. Créée par la préfecture, cette publication présente l'inconvénient de ne présenter que le point de vue du pouvoir en place. Les opposants carlistes et républicains à la monarchie de Juillet ont donc besoin d'une publication pour s'exprimer et soutenir la candidature de François Arago aux élections législatives dans le département.
L'Indépendant des Pyrénées-Orientales est alors fondé à Perpignan le 1er janvier 1846, après avoir recruté à Paris un rédacteur en chef réputé, le républicain Pierre Lefranc. L'initiative est couronnée de succès puisque François Arago est élu avec un score incroyable de 98,9%. Mais le journal déplait au pouvoir en place, qui l'interdit bientôt. Il reparaît en 1848.
Le journal se définit comme républicain modéré, mais il prend part, parfois, à de violentes polémiques, notamment contre les radicaux, au cours desquelles s'illustrent quelques-uns de ses directeurs comme Lazare Escarguel ou Emmanuel Brousse.
Il est interdit à la Libération car il a continué de paraître pendant le régime de Vichy, puis l'occupation allemande. Il est alors remplacé par Le Républicain, émanation du Comité départemental de Libération . Le journal bénéficie finalement d'un non-lieu en justice et il reparaît le 18 avril 1950 sous son titre originel à peine modifié, Le Journal L'Indépendant. Il vend alors, en moyenne, 43 000 exemplaires chaque jour.
En 1964, il tire, en moyenne, à 67 962 exemplaires et en vend 62 618.
De 2000 à fin 2007, L'Indépendant  fait partie du groupe La Vie-Le Monde, avant d'être vendu au groupe Midi libre.
Il est, de janvier 2008 à juin 2015, à travers les Journaux du Midi, la propriété du groupe Sud Ouest. En juin 2015, il devient l'un des titres du Groupe La Dépêche.
Sa diffusion en 2009 est de 63 585 exemplaires, puis 60 119 en 2011 et 51 688 en 2014, soit une chute de 14,1 % entre 2011 et 2014. La baisse se poursuit puisqu'en mars 2023, où l  journal n'est plus diffusé qu'à 36 700 exemplaires[réf. nécessaire].

## Éditions locales
L'Indépendant dispose de trois éditions locales dans les Pyrénées-Orientales et dans l'Aude :
- Édition de Perpignan (Pyrénées-Orientales) ;
- Édition de Narbonne (Aude) ;
- Édition de Carcassonne (Aude).

## Diffusion
La diffusion payée en France de L'Indépendant, selon les chiffres publiés par l'ACPM (à partir de 2015) est la suivante :
| Année | Diffusion France payée (moyenne quotidienne) | Évolution annuelle |  |
| ----- | -------------------------------------------- | ------------------ |  |
| 2015  | 48 224                                       | -                  |  |
| 2016  | 46 338                                       | ▼ −3,91 %          |  |
| 2017  | 44 520                                       | ▼ −3,92 %          |  |
| 2018  | 42 197                                       | ▼ −5,22 %          |  |
| 2019  | 40 505                                       | ▼ −4,01 %          |  |